# Aurouër
Aurouër – miejscowość i gmina we Francji, w regionie Owernia-Rodan-Alpy, w departamencie Allier.

## Demografia
Według danych na rok 1990 gminę zamieszkiwały 302 osoby, a gęstość zaludnienia wynosiła 11 osób/km². W styczniu 2015 r. Aurouër zamieszkiwało 405 osób, przy gęstości zaludnienia 14,8 osób/km².